# Háromszék vármegye

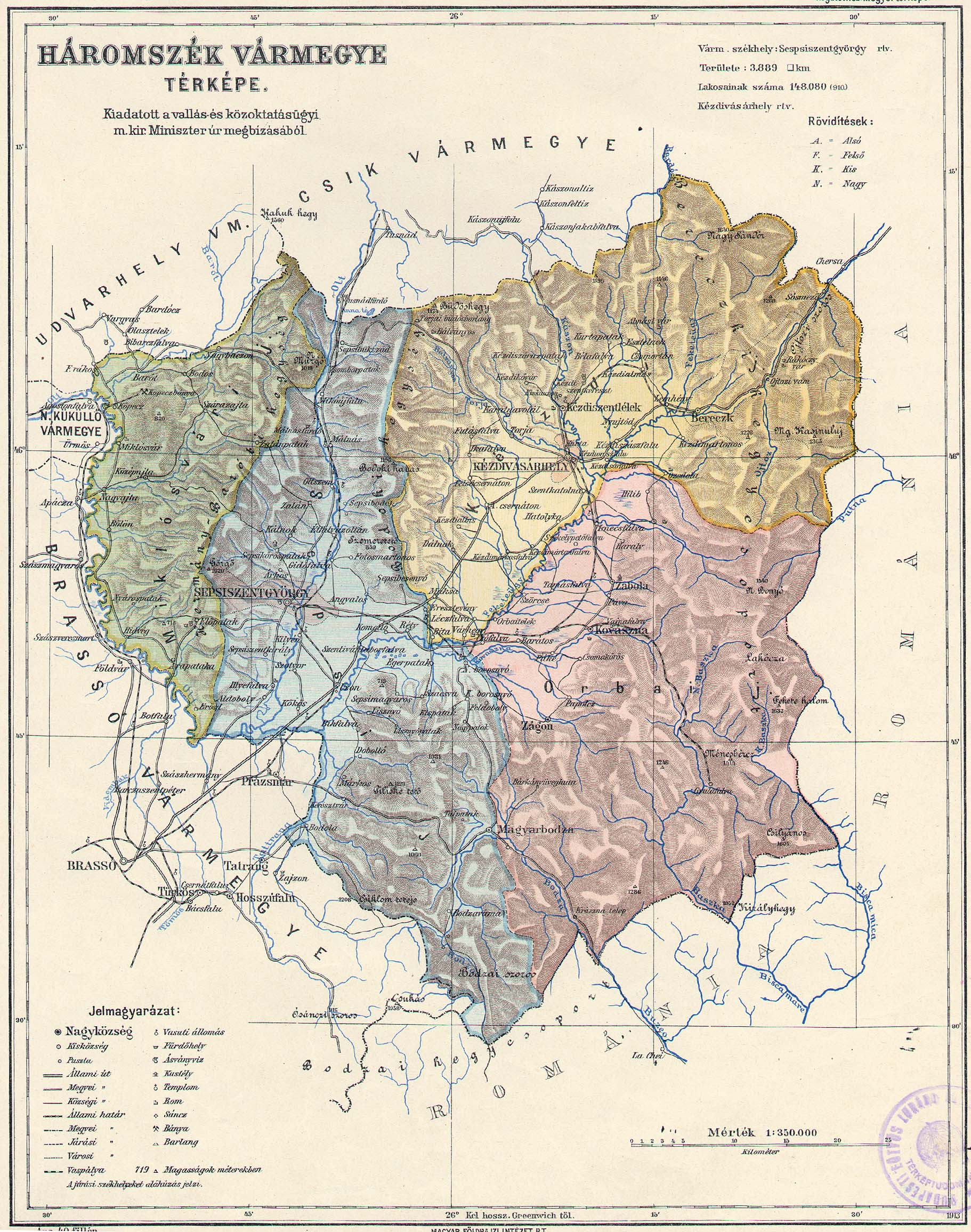
Háromszék vármegye közigazgatási térképe 1910-ből

Háromszék vármegye közigazgatási egység volt a Magyar Királyság keleti részén. Nevében a hármas szám arra utal, hogy területén korábban három különálló székely szék, Kézdiszék, Orbaiszék és Sepsiszék terült el, amelyek aztán 1562-ben egyesültek. Jelenleg Románia része, egykori területe a mai Kovászna, Brassó és Bákó megyék között oszlik meg.

## Földrajz
Háromszék vármegye a Magyar Királyság legdélkeletibb vármegyéje volt. Délnyugati részén a Baróti-hegység, középen a Bodoki-hegység északon a Nemere-hegység, keleti részén pedig a vármegye legfontosabb hegysége, a Háromszéki-havasok, déli részén a Bodzai havasok: a Szilonhavas, a Tatárhavas és a Csukás (havas) határolta. Fontosabb folyói az Olt, a Feketeügy.
Északról Udvarhely és Csík vármegyék, keletről és délről Románia, nyugatról pedig Brassó vármegye határolták.

## Történelem
Háromszék vármegye az 1876-os megyerendezés során jött létre a megszűnő Háromszékből és a szintén megszűnő Felső-Fehér vármegyéből idecsatolt néhány községből.
A háromszéki falvak közül Zalánnak maradt fenn a legkorábbi, 1581-ben írásban is megörökített falutörvénye.
A vármegye területe 1918-1940 között Románia része volt, 1940-ben területének nagyobbik része négy évre visszakerült Magyarországhoz, 1945-től újra Románia része.
A mai romániai megyerendszer 1968-as létrejötte óta területének nagy része Kovászna megyéhez, néhány település Brassó megyéhez tartozik, míg Sósmező s 1000 km2 a Keleti Kárpátokból  a moldvai Vráncsa és Bákó megyéhez került.

## Közigazgatás
A vármegye négy járásra volt felosztva:
- Kézdi járás, székhelye Kézdivásárhely (rendezett tanácsú város is)
- Miklósvári járás, székhelye Nagyajta
- Orbai járás, székhelye Kovászna
- Sepsi járás, székhelye Sepsiszentgyörgy (rendezett tanácsú város is)

## Lakosság
Háromszék vármegyének 1880-ban 125 277 lakosa volt, ebből 83,5% magyar, 12,3% román. 1910-ben 148 080 lakosa volt, ebből 83,4% magyar, 15,5% román.